# Pterodroma baraui
Il petrello di Barau (Pterodroma baraui (Jouanin, 1964) è un uccello marino della famiglia dei Procellariidi originario dell'oceano Indiano sud-occidentale. 
Il suo nome commemora Armand Barau, un ingegnere agrario e ornitologo di Réunion.

## Descrizione

### Dimensioni
Misura 38 cm di lunghezza, per un peso di circa 433 g; l'apertura alare è di 96 cm.

### Aspetto
Scoperto solamente nel 1963, il petrello di Barau è una specie ancora relativamente poco nota, a causa del suo sito di riproduzione inaccessibile e remoto, costituito da una sola isola dell'oceano Indiano. È un petrello di medie dimensioni con un piumaggio bruno-grigiastro sulle parti superiori e bianco su quelle inferiori. Attraverso il dorso e le ali si estende una sorta di «M» abbastanza distinta e, durante il volo, sono visibili i margini scuri della superficie inferiore dell'ala. La sua grande apertura alare, come quella degli altri petrelli, costituisce un adattamento ad un volo continuo sull'oceano, mentre il becco affilato con una punta ad uncino è perfetto per afferrare prede scivolose come i pesci.

## Biologia
I petrelli di Barau sono uccelli migratori che lasciano le acque intorno a Réunion tra aprile e giugno e si dirigono in pieno oceano Indiano, dove trascorrono l'inverno. Qui, vengono spesso avvistati mentre si nutrono in grandi stormi in compagnia di molti altri uccelli marini. Si nutrono di piccoli pesci che vivono in banchi, che catturano dalla superficie o immergendosi nell'acqua per afferrarli. A settembre, i petrelli fanno ritorno a Réunion e, a novembre, le femmine depongono un singolo uovo in una galleria-nido situata sulla cima di remote falesie montuose, che si schiude tra la fine di dicembre e l'inizio di gennaio.

## Distribuzione e habitat
Come è già stato detto, i petrelli di Barau nidificano solamente nell'isola di Réunion, nell'oceano Indiano. Al di fuori della stagione riproduttiva, è possibile incontrarli nel settore sud-occidentale dell'oceano Indiano tropicale, ma sono stati segnalati anche nel mar Arabico meridionale, nelle acque tra le Maldive e Sumatra e nell'area delle isole Cocos-Keeling.
Il petrello di Barau nidifica nelle foreste nane che crescono su falesie montuose nell'entroterra dell'isola, tra 2000 e 2800 metri sul livello del mare. Ai fini della riproduzione, sembra aver bisogno di zone caratterizzate da uno spesso strato di humus nel quale scavare le sue gallerie.

## Conservazione
Con una popolazione costituita da 30.000-40.000 esemplari adulti, questa specie viene classificata «in pericolo» (Endangered) dalla IUCN. Si ritiene che i mammiferi introdotti sull'isola di Réunion abbiano un qualche impatto sulla popolazione dei petrelli di Barau: i ratti e i gatti predano uova e pulcini e le capre possono calpestare le tane e danneggiare terreni di nidificazione adatti. Tuttavia, non è chiaro quanto la loro presenza minacci questa specie: le colonie riproduttive sono infatti situate in un habitat remoto e impervio, non facile da raggiungere per queste specie aliene. Negli ultimi 50 anni circa, lo sviluppo urbano sull'isola ha portato a un repentino aumento del numero e dell'intensità dei lampioni e di altre luci intense che confondono di notte un gran numero di giovani petrelli che si alzano in volo per la prima volta con l'intenzione di dirigersi verso il mare. Gli uccelli che cadono a terra vengono infatti generalmente uccisi dai veicoli o predati da cani e gatti. Un'ulteriore potenziale minaccia deriva dalla crescente pressione dell'industria turistica verso le aree più remote, che potrebbe provocare disturbi antropici alle colonie nidificanti.
I conservazionisti hanno implementato una campagna per sensibilizzare l'opinione pubblica sugli effetti che l'illuminazione urbana ha sui petrelli e per cercare di salvare il maggior numero possibile di uccelli caduti a tera. Ogni anno, molti petrelli di Barau vengono ora recuperati e soccorsi, con notevole successo: nel 2001 furono salvati 787 esemplari. Sono state portate avanti anche proposte per ridurre l'inquinamento luminoso sull'isola. Con l'aumento del turismo i programmi di conservazione dovrebbero includere una rigorosa regolamentazione delle attività umane vicino alle colonie, in particolare l'escursionismo e l'alpinismo. Sarebbe opportuno anche effettuare programmi di eradicazione dei potenziali predatori nelle colonie nidificanti.